# Onthophagus marshalli
Onthophagus marshalli là một loài bọ cánh cứng trong họ Bọ hung (Scarabaeidae).